# تعتيم إعلامي

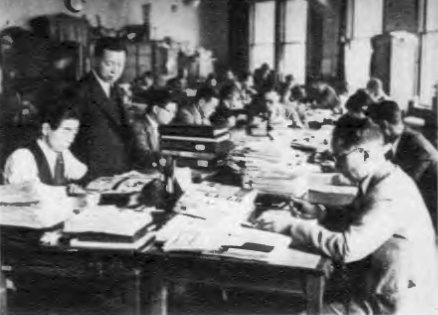
مشهد من قسم الرقابة التابع لإدارة شرطة العاصمة. 1938 (شوا 13).

التعتيم الإعلامي هو الرقابة على الأخبار المتعلقة بموضوع معين، لا سيما في وسائل الإعلام، لأي سبب من الأسباب. قد يكون التعتيم الإعلامي طوعياً، أو قد يُفرض في بعض البلدان من قبل الحكومة أو الدولة. هذه الحالة الأخيرة مثيرة للجدل في وقت السلم، إذ يعدها البعض انتهاكًا لحقوق الإنسان وقمعًا لحرية التعبير. التعتيم الصحفي عبارة مشابهة، لكنها تشير تحديدًا إلى الوسائط المطبوعة.
يستخدم التعتيم الإعلامي، على وجه الخصوص، في أوقات الحرب المعلنة، للحفاظ على معلومات استخبارية مفيدة من العدو. في بعض الحالات تُستخدم الرقابة الرسمية، وفي حالات أخرى قد تتعاون وسائل الإعلام الإخبارية، كما هو الحال في نظام إشعار D- (لاحقًا DA-) في المملكة المتحدة في الحرب العالمية الثانية..

## الامثلة

### تاريخيًا
تشمل بعض الأمثلة على التعتيم الإعلامي الحظر الإعلامي لجنوب اليابان في أثناء إلقاء القنابل الذرية على هيروشيما وناغازاكي، ونقص المراسلات الإعلامية المستقلة من العراق خلال حرب الخليج العربي.
خلال الحرب العالمية الثانية، أرسل مكتب الرقابة الأمريكية رسائل إلى الصحف ومحطات الراديو، والتي تصرف المستلمون وفقًا لها، يطلبون منهم عدم الإبلاغ عن أي مشاهد أو انفجارات بالونات نارية، لكي لا يكون لدى اليابانيين أي معلومات عن فعالية البالونات عند التخطيط للأعمال المستقبلية. نتيجة لذلك، علم اليابانيون بمصير واحدة فقط من قنابلهم، والتي سقطت في وايومنغ، لكنها فشلت في الانفجار. أوقف اليابانيون جميع عمليات الإطلاق بعد أقل من ستة أشهر. رُفع التعتيم على الصحافة في الولايات المتحدة بعد الوفيات الأولى من البالونات النارية، لضمان تحذير الجمهور، على الرغم من أن المعرفة العامة بالتهديد كان من الممكن أن تمنع الوفيات. عُتِّم على أخبار فقدان أكثر من 4000 شخص عندما غرقت سفينة المملكة المتحدة (RMS Lancastria) خلال الحرب طواعية لمنعها من التأثير على معنويات المدنيين، ولكن نُشرت بعد أن أصبحت معروفة في الخارج.

#### GHQ في اليابان، الاحتلال بعد الحرب العالمية الثانية
بالإضافة إلى السيطرة السياسية والاقتصادية التي كان يتمتع بها القائد الأعلى لقوات الحلفاء (SCAP) لمدة سبع سنوات بعد استسلام اليابان، كان لدى SCAP أيضًا سيطرة صارمة على جميع وسائل الإعلام اليابانية، في ظل تشكيل مفرزة الرقابة المدنية (CCD) التابعة لـ SCAP. حظرت دائرة مكافحة التصحر في نهاية المطاف ما مجموعه 31 موضوعًا من جميع أشكال وسائل الإعلام.
وشملت هذه الموضوعات: نقد SCAP (الأفراد والمنظمة). انتقاد سياسة الحلفاء قبل الحرب وبعدها. أي شكل من أشكال الدعاية الإمبراطورية. الدفاع عن مجرمي الحرب. مدح أشكال الحكم "غير الديمقراطية"، على الرغم من أن مدح SCAP نفسه كان مسموحًا به. القصفان الذريان لهيروشيما وناغازاكي. أنشطة السوق السوداء. مناقشة مفتوحة للعلاقات الدبلوماسية للحلفاء (العلاقات بين الاتحاد السوفيتي والولايات المتحدة). على الرغم من أن بعض قوانين رقابة اتفاقية مكافحة التصحر قد خففت إلى حد كبير في نهاية قانون مكافحة الفساد، فإن بعض الموضوعات، مثل القصف الذري لهيروشيما وناغازاكي، كانت من المحرمات حتى عام 1952 في نهاية الاحتلال.

### المعاصر
في مقاطعة ناسو، نيويورك، في 4 يوليو 1956، اختُطف طفل يبلغ من العمر 32 يومًا يُدعى بيتر وينبرغر واحتُجز مقابل فدية قدرها 2000 دولار؛ وعد الخاطف بإعادة وينبرغر "سالمًا وسعيدًا" إذا جرت تلبية مطلبه. رتبت الشرطة للخاطفين لاسترداد الأموال في زاوية بالقرب من منزل وينبرغر وطلبت تعتيمًا إعلاميًا لتقليل خطر إيذاء الخاطف لبيتر قبل التبادل. ذكرت صحيفة نيويورك ديلي نيوز عن عملية الاختطاف على أي حال، مما لفت انتباه الصحافة بشدة إلى منزل واينبرغر  وأخاف الخاطفين من استرداد أموال الفدية. ثم تخلى الخاطف عن وينبرغر في بعض الأحراش الثقيلة قبالة مخرج الطريق السريع. عُثر على واينبرغر ميتًا بعد شهر، بعد أن توفي بسبب "تعرض الرضع".
استُخدم التعتيم الإعلامي خلال إضراب النقل بمدينة نيويورك عام 2005 للسماح بمزيد من التفاوض بشأن العقد الفعال بين طرفي النزاع.
تعرض اختطاف الصحفية الكندية ميليسا فونغ عام 2008 لتعتيم إعلامي لضمان عودتها الآمنة. ألزمت جميع المصادر الإعلامية جعل الجمهور الكندي غير مدرك لمصير فونغ.
في عام 2008، تعرضت حقيقة أن الأمير هاري، الذي كان آنذاك الثالث في ترتيب ولاية العرش البريطاني، في الخدمة الفعلية في أفغانستان، لتعتيم في وسائل الإعلام البريطانية حفاظًا على سلامته. أُعيد إلى المنزل في وقت مبكر بعد كسر التعتيم من قبل وسائل الإعلام الأجنبية.
في 22 يونيو 2009، عندما وردت أنباء عن هروب مراسل نيويورك تايمز ديفيد رودي من خاطفيه من طالبان، لم يكن يعرف سوى القليل أنه قد اختُطف، لأنه كان هو وزملاؤه الأفغان في أيدي طالبان طيلة الأشهر السبعة، احتفظت التايمز بتلك المعلومات طي الكتمان. من منطلق الحرص على سلامة المراسل، طلبت صحيفة التايمز من المؤسسات الإخبارية الكبرى الأخرى أن تفعل الشيء نفسه؛ كانت NPR من بين عشرات المنافذ الإخبارية التي لم تكتب عن الاختطاف بناءً على طلب من زملاء رودي. تقول كيلي ماكبرايد، التي تدرس الأخلاق للصحفيين في معهد بوينتر، إنها "ذهلت حقًا" من التعتيم الإعلامي. قالت ميليسا بلوك من NPR: "أجد ذلك مزعجًا بعض الشيء، لأنه يجعلني أتساءل ما الذي وافقت عليه 40 منظمة إخبارية دولية أخرى على عدم إخبار الجمهور". يقول ماكبرايد إن انقطاع التيار الكهربائي قد يضر بمصداقية المؤسسات الإخبارية. "لا أعتقد أننا نقدم لأنفسنا أي خدمة طويلة الأجل لمصداقيتنا عندما يكون لدينا تعتيم إخباري كامل على شيء من الواضح أنه يهم الجمهور.

### في اتحاد كرة القدم
في اتحاد كرة القدم، يُشار أيضًا إلى التعتيم الصحفي أو الإعلامي باسم silenzio stampa (حرفيًا الصمت الصحفي) من العبارة الإيطالية المقابلة. يشير على وجه التحديد إلى الوقت الذي يرفض فيه نادي كرة القدم أو المنتخب الوطني واللاعبون إجراء مقابلات أو التعاون بأي طريقة أخرى مع الصحافة، غالبًا خلال البطولات المهمة، أو عندما يشعر النادي أن وسائل الإعلام لا تصور النادي وأنشطته بطريقة موضوعية. وُلدت عبارة silenzio stampa خلال نهائيات كأس العالم لكرة القدم عام 1982، عندما أحدث الفريق الإيطالي تعتيمًا إخباريًا بسبب الشائعات والقصص غير الصحيحة التي جرى تداولها في الصحافة.

## أنظر أيضاً
- رقابة على الإنترنت